# Dave Brubeck
Dave Brubeck   (Concord, 6 de desembre de 1920 - Norwalk, 5 de desembre de 2012), nascut David Warren Brubeck, va ser un pianista i compositor de jazz estatunidenc. Va compondre molts clàssics del jazz com In Your Own Sweet Way i The Duke. És especialment famós pel seu àlbum Time Out, i el seu seguiment Time Further Out, que sacsegen els ritmes tradicionals del jazz i inclouen favorits perdurables com Blue Rondo a la Turk, Take Five (de Paul Desmond) i Three to Get Ready.

## Biografia
Era fill de Peter Howard «Pete» Brubeck, ramader, d'origen suís, i Elizabeth Ivey, d'origen anglès i alemany, que després d'haver estudiat piano a la Gran Bretanya sota la direcció de Myra Hess, estava destinada a convertir-se en concertista, abans d'ensenyar aquest instrument. Brubeck no tenia la intenció inicial de convertir-se en músic (els seus dos germans grans, Henry i Howard, ja estaven en aquest camí), però va prendre lliçons de la seva mare. Al començament del seu aprenentatge, no sabia llegir partitures, atribuint aquesta dificultat a una mala visió, però aquesta mancança sovint passava desapercebuda.
Volent prendre el relleu del seu pare, Dave va estudiar medicina veterinària a la Universitat del Pacífic (aleshores, «col·legi del pacífic») a Stockton.

### Els inicis

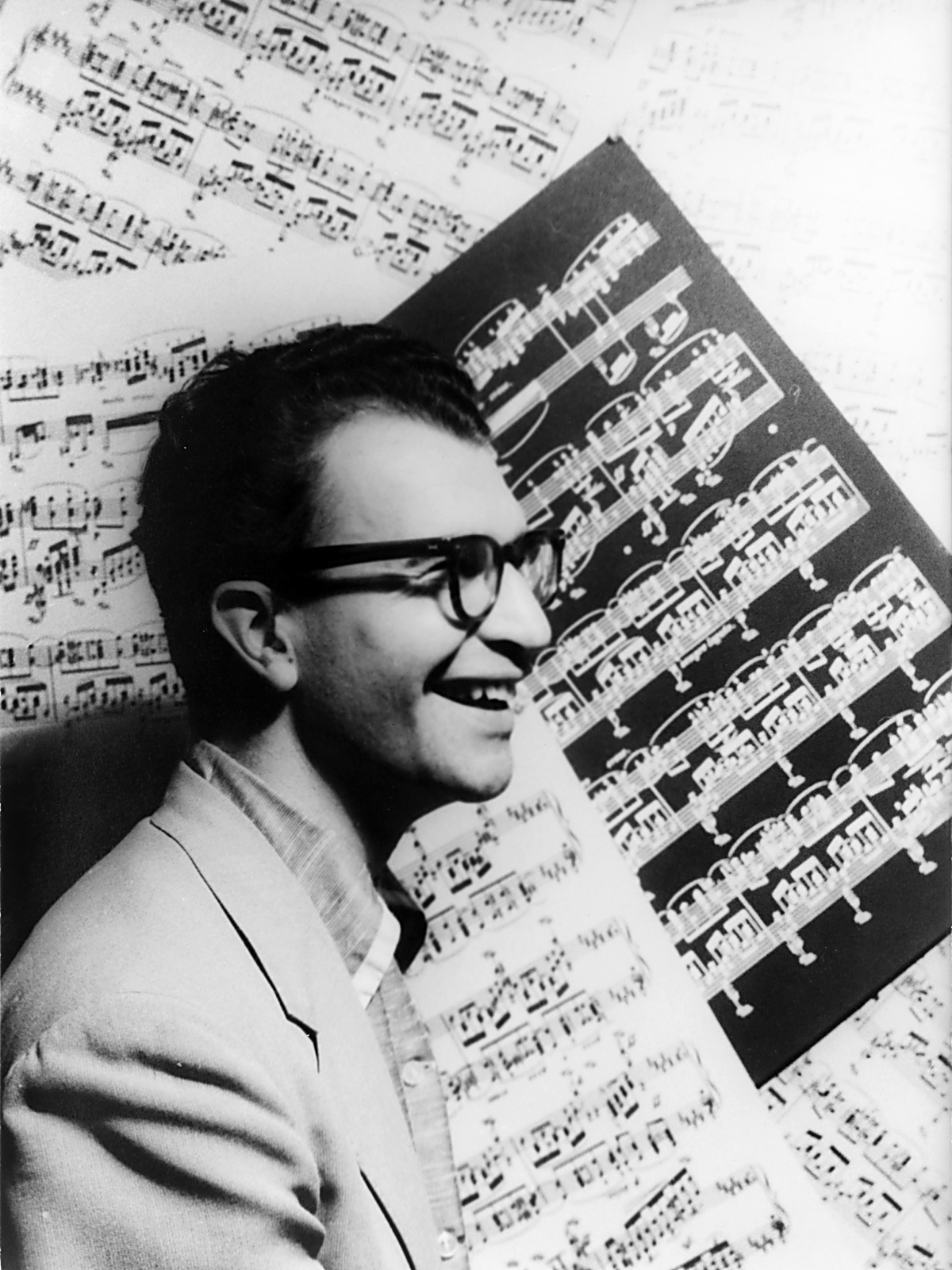
Dave Brubeck el 1954.

Després d'haver rebut l'educació musical donada per la seva mare, i pel compositor francès Darius Milhaud, Dave Brubeck coneix (per a una entrevista, una lliçó) el compositor austríac Arnold Schönberg. Aquesta breu i tempestuosa relació amb l'inventor del dodecafonisme li ha valgut fins i tot avui ser malinterpretat sovint com a «alumne de Schoenberg».
Com a estudiant, va fundar amb els seus amics el «Jazz Workshop ensemble» que van gravar, a partir de 1949, sota el nom de Dave Brubeck Octet i que es popularitzarà en forma de quartet (The Dave Brubeck Quartet) l'any 1951, al qual s'hi va unir el saxofonista Paul Desmond.

### Èxit amb el seu quartet
Va ser l'any 1959 quan l'èxit va arribar al seu punt àlgid amb l'àlbum Time Out on trobem els temes Blue Rondo a la Turk, Take Five o fins i tot Three to Get Ready, un disc molt innovador, en particular per les seves signatures rítmiques atípiques que varien entre una peça a una altra.
Take Five, el primer èxit del quartet (compost per Paul Desmond el 1959), està escrit en 5/4. Aquest èxit és un dels pocs exemples de música innovadora que esdevé un èxit planetari, fins al punt de semblar banalitzada avui dia. A Take Five li han posat lletra molts artistes com Al Jarreau i, sobretot, Carmen McRae que la van cantar amb el mateix Dave Brubeck al piano. A França, el 1962, Claude Nougaro manlleva el tema Three to get ready per fer Jazz i Java i el 1966, fa el mateix amb Blue Rondo à la Turk una cançó: Breathless. II al darrer disc de Nougaro, Immediate Embarquement, la introducció de bateria de Jet Set és Take Five.

### Experiències rítmiques

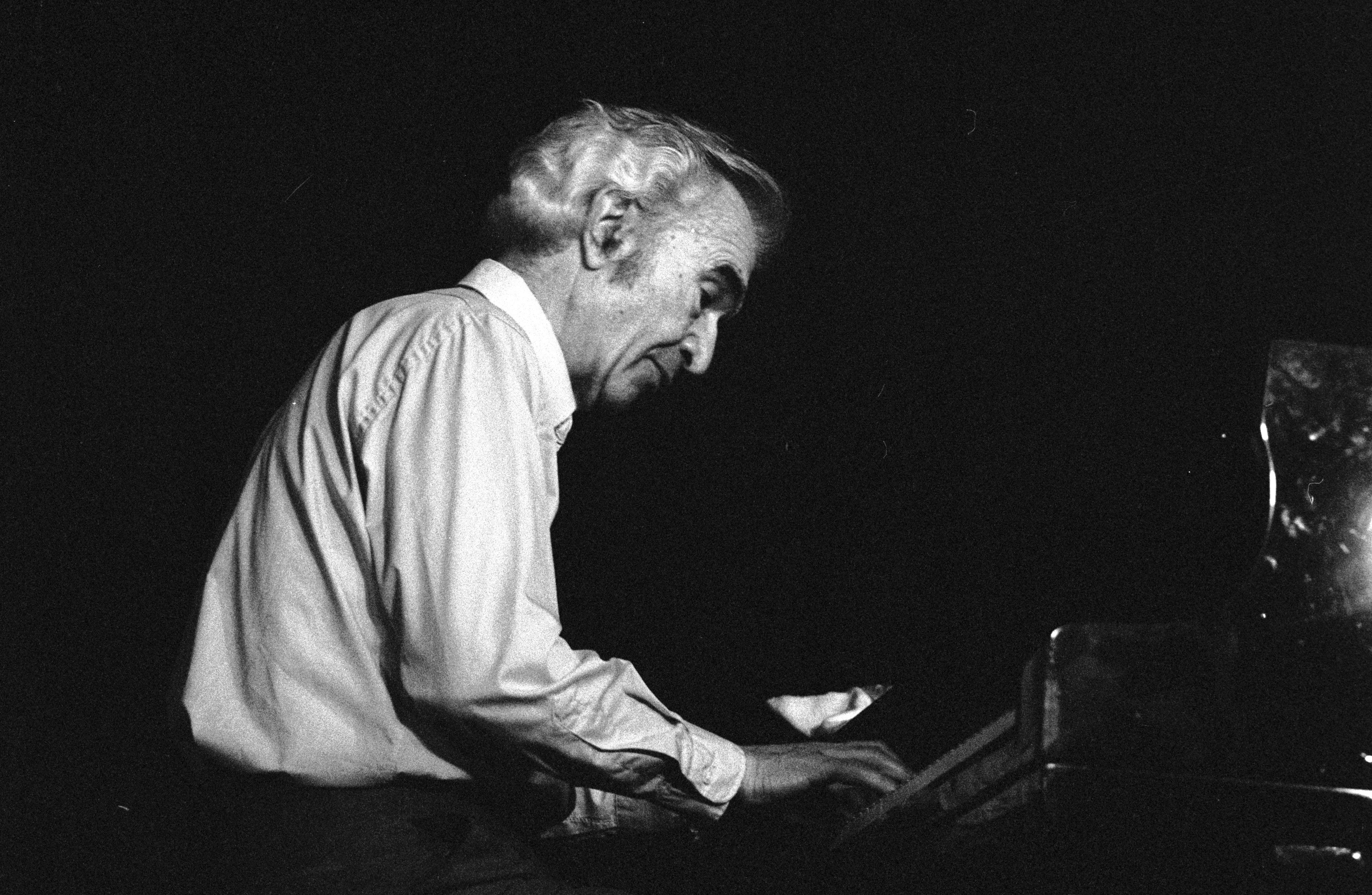
Dave Brubeck en concert a Deauville el 1990.

Va repetir l'experiència l'any 1961 amb el disc Time Further Out, la portada del qual reproduïa un quadre de Joan Miró. El ritme de cadascuna de les peces successives s'inspira en els números que apareixen a la part superior de la taula (lleugerament a la dreta). És en aquest disc, en concret, on trobem la famosa peça Unsquare Dance (7 temps) que va servir, entre altres coses, fa uns anys, com a crèdits d'un programa de televisió francesa i que va ser coberta l'any 2005 pel cantant i el pianista Paddy Milner. Originalment, aquesta peça va ser composta per a «desanimar» públics de concerts acostumats a marcar el ritme picant de mans, i que, per desgràcia, sovint es troben fora de temps. Al final de la cançó, escoltem el riure d'alleujament del bateria, Joe Morello, que no pensava que li sortiria tan bé d'aquest difícil exercici.
En aquest mateix disc apareixen dues peces en 5/4, ritme inaugurat una mica abans amb Take Five. A la versió original de vinil, Far More Blue és l'última pista de la cara A i Far More Drums és la primera pista de la cara B, de manera que l'oient ha de fer una pausa entremig mentre gira el disc. Tots dos temes contenen el mateix tema, però mentre que a Far More Blue, Dave Brubeck perfecciona el seu domini del ritme de 5/4 sobre un tempo moderat, Far More Drums és essencialment un solo de bateria molt ràpid. A diferència de Take Five durant el qual Dave Brubeck va mantenir silenciat el ritme de 5 temps durant el sol de bateria, a Far More Drums, Joe Morello toca realment sol. Aleshores tocarà amb els seus tres companys un «vals en onze temps», Eleven Four (11/4), que es pot escoltar a l'àlbum The Dave Brubeck Quartet al Carnegie Hall. Encara que el tempo sembla, «matemàticament», molt diferent del tempo habitual d'un vals (3/4), aquesta peça sí que sona com la d'un vals, però un oient atent comptarà perfectament els 11 temps.

### Composicions

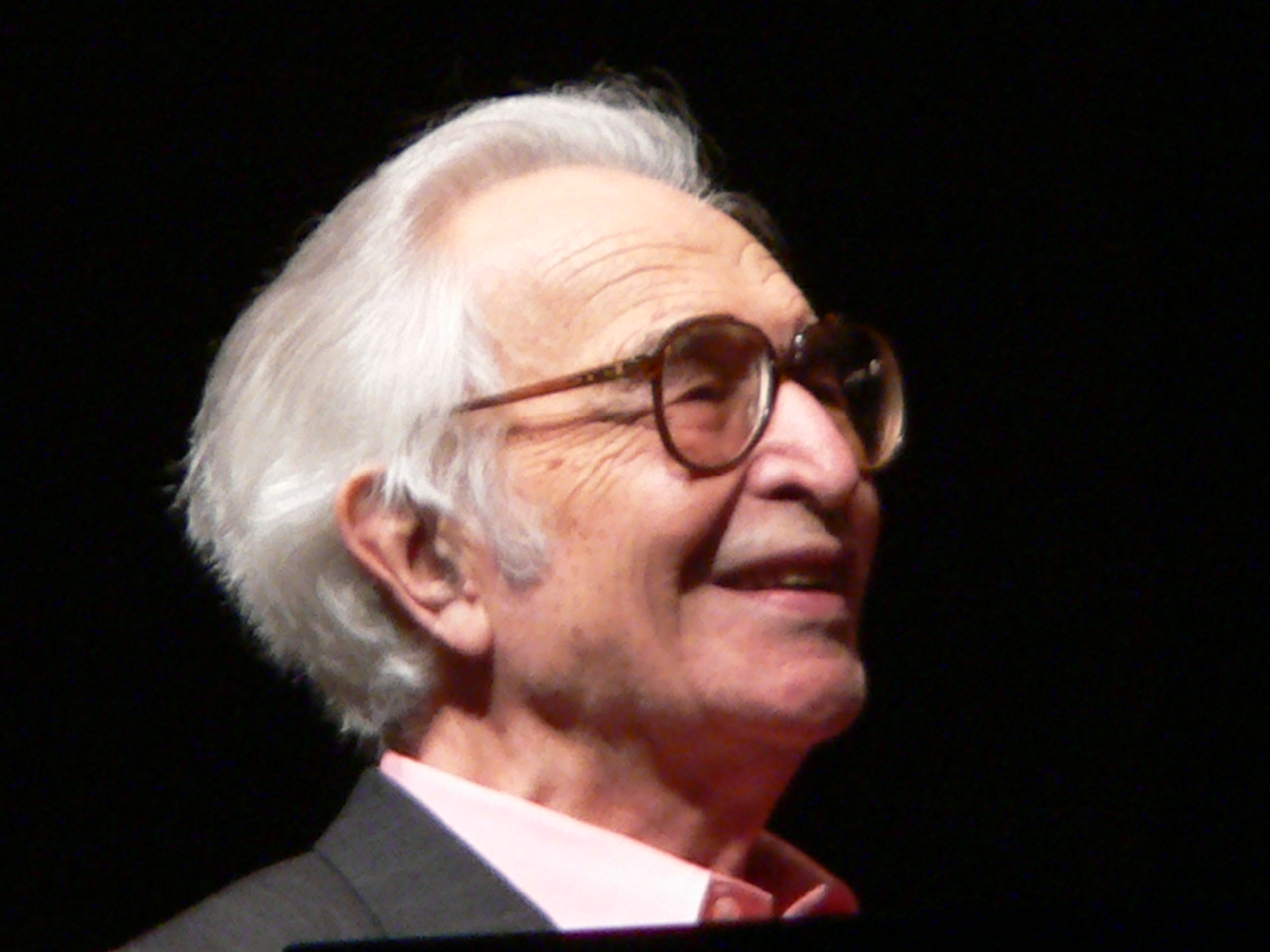
Dave Brubeck el 2005.

El quartet (ell mateix, Paul Desmond, Joe Morello i, al contrabaix, Eugene Wright) es va dissoldre el 1967, però Dave Brubeck va continuar tocant com a trio (piano/baix/bateria) convidant altres músics, entre ells Gerry Mulligan, amb qui va anar de gira diverses vegades i va actuar, sobretot, a París. Com a compositor, Brubeck va escriure i, en alguns casos, va gravar diverses obres de gran envergadura, com ara dos ballets, un musical, un oratori, quatre cantates, una missa, obres per a bandes de jazz i orquestres i diverses peces només per a piano. Va fundar diversos quartets i va actuar als festivals de Newport, Monterey Concord i Kool Jazz. Va tocar a la Casa Blanca els anys 1964 i 1981, així com a la Cimera de Moscou de 1988 en honor als Gorbatxov. Va rebre quatre títols honorífics, el BMI Jazz Pioneer Award i l'American Eagle Award 1988, presentat pel National Music Council. El 2004, també va rebre el títol de doctor honoris causa en teologia per la Universitat de Friburg.
A 89 anys, Dave Brubeck encara feia concerts. Va tocar a Toronto després, amb motiu del cinquantè aniversari del seu disc Time Out, va ser convidat el 7 de juliol de 2009 al trentè Festival Internacional de Jazz de Montreal. Va voler cobrir totes les peces de Time Out en aquesta ocasió, per l'ordre del disc, però la mort d'un dels seus cinc fills, de 60 anys, la setmana anterior a aquest concert, no li va permetre fer els assajos necessaris per a aquesta empresa. Així que va tocar cançons més noves i, tanmateix, alguns fragments de Time Out. En aquest concert va participar un altre dels seus quatre fills, tots músics. L'any 2010, als 90 anys, va continuar tocant, tot i ser hospitalitzat a Connecticut a principis d'octubre per la instal·lació d'un marcapassos. Va actuar, de nou l'any 2011, amb, en particular, un concert ofert el 9 de novembre al Kennedy Center Concert Hall de Washington DC (Estats Units).
Dave Brubeck va morir el dia abans dels seus noranta-dos anys, d'una aturada cardíaca, a l'Hospital de Norwalk (Connecticut. Està enterrat al cementiri d'Umpawaug a Redding, Connecticut.

## Discografia

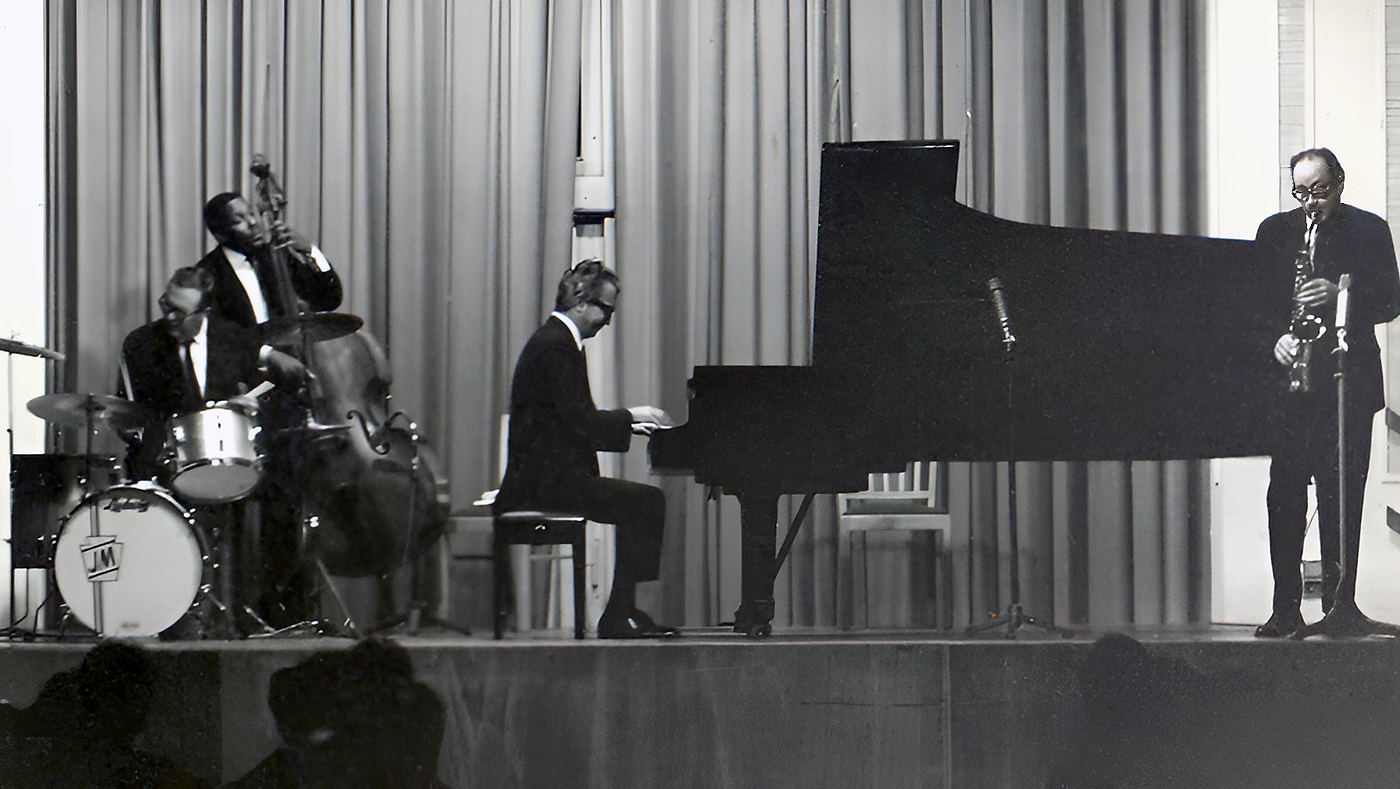
El Quartet Dave Brubeck el 1967.

- 1949: Brubeck Trio with Cal Tjader, Volume 1
- 1949: Brubeck Trio with Cal Tjader, Volume 2
- 1951: Brubeck/Desmond
- 1951: Stardust
- 1951: Dave Brubeck Quartet
- 1952: Jazz at the Blackhawk
- 1952: Dave Brubeck/Paul Desmond
- 1952: Jazz at Storyville (viu)
- 1953: featuring Paul Desmond In Concert (viu)
- 1953: Jazz at Oberlin
- 1953: Dave Brubeck & Paul Desmond al Wilshire Ebell
- 1953: Two Knights al Black Hawk
- 1953: Jazz at the College Volume 1
- 1953: Jazz at the College Volume 2
- 1954: Dave Brubeck at Storyville 1954 (live)
- 1954: Brubeck Time
- 1955: Jazz: Red Hot And Cool
- 1956: Jazz Impressions of the U.S.A.
- 1957: Plays and Plays and…
- 1957: Reunion
- 1957: Jazz goes to Junior College (viu)
- 1957: Dave Digs Disney
- 1958: Dave Brubeck Plays Solo
- 1959: Time Out
- 1959: Gone with the Wind
- 1960: Tonight Only
- 1960: Southern Scene
- 1961: Take Five Live
- 1962: Angel Eyes
- 1964: Dave Brubeck in Berlín
- 1964: Jazz Impressions of Japan

## Filmografia
Dave Brubeck apareix com a pianista en nombrosos documentals i telefilms, així com al cinema a la pel·lícula Nit de malson (All Night Long) dirigida per Basil Dearden el 1962.
També va compondre la música de la pel·lícula Ordeal by Innocence el 1984.